# Reprezentacja Filipin w rugby union mężczyzn
Reprezentacja Filipin w rugby union mężczyzn – zespół rugby union, biorący udział w imieniu Filipin w meczach i sportowych imprezach międzynarodowych, powoływany przez selekcjonera, w którym mogą występować wyłącznie zawodnicy posiadający obywatelstwo tego kraju, mieszkający w nim, bądź kwalifikujący się ze względu na pochodzenie rodziców lub dziadków. Za jego funkcjonowanie odpowiedzialny jest Filipiński Związek Rugby, członek Asia Rugby oraz World Rugby.
Swój debiut na arenie międzynarodowej zaliczyła w przegranym meczu z Guamem w ramach Asian Rugby Football Tournament 20 maja 2006 roku. Pierwszy raz w rankingu IRB sklasyfikowana została 19 marca 2012 roku, z 40 punktami wraz z Meksykiem i Pakistanem na 71 miejscu. Od pierwszej edycji uczestniczy w turnieju Asian Five Nations – wygrywając turniej regionalny, a w kolejnych latach pnąc się górę szczebli dywizyjnych uwieńczonych w 2012 roku awansem do Top5 edycji 2013.

## Turnieje

### Udział wAsian Five Nations
| Rok  | Klasa rozgrywek    | Wynik | Źródło |
| ---- | ------------------ | ----- | ------ |
| 2008 | turniej regionalny | 1.    |        |
| 2009 | Dywizja III        | 1.    |        |
| 2010 | Dywizja II         | 1.    |        |
| 2011 | Dywizja I          | 3.    |        |
| 2012 | Dywizja I          | 1.    |        |
| 2013 | Top 5              | 4.    |        |
| 2014 | Top 5              | 4.    |        |

### Udział wPucharze Świata
| Rok  | Kwalifikacje            | Wynik |
| ---- | ----------------------- | ----- |
| 1987 | Nie brała udziału       | -     |
| 1991 | Nie brała udziału       | -     |
| 1995 | Nie brała udziału       | -     |
| 1999 | Nie brała udziału       | -     |
| 2003 | Nie brała udziału       | -     |
| 2007 | Nie brała udziału       | -     |
| 2011 | Nie brała udziału       | -     |
| 2015 | Nie zakwalifikowała się | -     |
| 2019 | Nie zakwalifikowała się | -     |
| 2023 |                         |       |